# Giovanni Battista Salerni
Giovanni Battista Salerni (Cosenza, 24 giugno 1671 – Roma, 30 gennaio 1729) è stato un cardinale italiano.

## Biografia
Nacque a Cosenza il 24 giugno 1671.
Papa Clemente XI lo elevò al rango di cardinale nel concistoro del 29 novembre 1719.
Morì il 30 gennaio 1729.